# Chytroglossa
Chytroglossa – rodzaj roślin z rodziny storczykowatych (Orchidaceae). Obejmuje 3 gatunki występujące w Ameryce Południowej w Brazylii w Regionie Południowo-Wschodnim.

## Systematyka
Rodzaj sklasyfikowany do podplemienia Oncidiinae w plemieniu Cymbidieae, podrodzina epidendronowe (Epidendroideae), rodzina storczykowate (Orchidaceae), rząd szparagowce (Asparagales) w obrębie roślin jednoliściennych.
Wykaz gatunków
- Chytroglossa aurata Rchb.f.
- Chytroglossa marileoniae Rchb.f.
- Chytroglossa paulensis Edwall